# مرلي ميلر
مرلي ميلر (بالإنجليزية: Merle Miller)‏ (17 مايو 1919 - 10 يونيو 1986)؛ روائي أمريكي. درس في كلية لندن للاقتصاد.

## روابط خارجية
- مرلي ميلر على موقع IMDb (الإنجليزية)
- مرلي ميلر على موقع قاعدة بيانات الفيلم (الإنجليزية)